# Halsgrund
Halsgrund är en ö i Finland. Den ligger i Bottenhavet och i kommunen Kristinestad i landskapet Österbotten, i den västra delen av landet. Ön ligger omkring 97 kilometer söder om Vasa och omkring 300 kilometer nordväst om Helsingfors.
Öns area är 4,7 hektar och dess största längd är 430 meter i sydväst-nordöstlig riktning.

## Klimat
Inlandsklimat råder i trakten. Årsmedeltemperaturen i trakten är 3 °C. Den varmaste månaden är augusti, då medeltemperaturen är 15 °C, och den kallaste är januari, med −10 °C.